# 3-та зенитно-ракетна бригада
3-та зенитно-ракетна бригада е военно формирование на Българската армия.

## История
Бригадата е създадена с Постановление на МС №46 от 8 април 1963 г. Създава се на основата на Зенитно-ракетния полк в Горна Оряховица, Зенитно-артилерийския полк във Варна и Зенитно-артилерийския дивизион в Бургас. Първоначалният състав на бригадата е от 6 ракетни дивизиона и два технически дивизиона. Военнопощенския номер е 30300. Районът на покритие на бригадата е югоизточната част на България от Тополовград до Балчик. Оборудвана е с ракетни комплекси SA-75 и SA-75M. През 1974 и 1975 г. са създадени два нови ракетни дивизиона – Кичево (под.90460) и Галата (под.28010). По-късно ракетния дивизион в Кранево е преместен във Владиславово. През 1976 г. ракетния дивизион в Пчела е предислоциран в северно от квартал Лозово в Бургас. Същата година ракетния дивизион в Черноморец е преоборудван с ракети С-125M. През 1978 г. се променят военнопощенските номера на поделенията без дивизиона в Галата. Бригадата получава нов военнопощенски номер 32470. През 1979 г. дивизиона в Каменец е прехвърлен в района на Поморие и въоръжен с ракети С-125М. От 1985 г. дивизиона в Дебелт е превъоръжен с ракетни комплекси С-75М Волхов. Целта на промените е да създаде зоново покритие на Бургас и нефтохимическия завод.

## Състав
- Щаб – Ямбол (до 1968), Братово (от 1968)
- Ракетен дивизион – Кранево (под.70070), кв. "Владиславово", гр. Варна (под. 22840 от 1978г.)
- Ракетен дивизион – Камчия (под.70090)
- Ракетен дивизион – Дебелт (под.70110) (под.28090 от 1978)
- Ракетен дивизион – Каменец (под.70560) Поморие(под.22730 от 1978)
- Ракетен дивизион – Черноморец (под.70570) (под.26720 от 1978)
- Ракетен дивизион – Пчела (под.70580) Житарово(под.32500 от 1978)
- Ракетен дивизион – Кичево (под.90460, от 1978 под.24630), създаден 1974
- Ракетен дивизион – Галата (под.28010), създаден 1975
- Технически дивизион – Русокастро (под.70190) (под.22600 от 1978)
- Технически дивизион – Любен Каравелово (под.70220) (под.32550 от 1978)

## Командири
Званията са към датата на заемане на длъжността:
- Полковник Здравко Ангелов Велчев (1963 – 1968)
- Полковник Кольо Монев Колев (1968 – 1973)
- Полковник Денчо Минев Георгиев (1973 – 1980)
- Полковник Мильо Тошев Карасавов (1980 – 1983)
- Полковник Илия Илиев (1983 – 1990)
- Полковник Кирил Йорданов Петков (1990 – 2000)
- Полковник Танюш Стоянов Желязков (2000 – 2007)